# Marathon van Osaka 1982
De marathon van Osaka 1982 werd gelopen op zondag 24 januari 1982. Het was de eerste editie van deze marathon. Alleen vrouwelijke elitelopers mochten aan de wedstrijd deelnemen.
De Italiaanse Rita Marchisio kwam als eerste over de streep in 2:32.55. De Nederlandse Carla Beurskens eindigde op een tweede plaats in 2:34.14. Opvallend was dat de Engelse Joyce Smith en de Noorse Ingrid Kristiansen, die zich hadden voorgenomen om een tijd onder de 2:30 te realiseren, hierin totaal niet slaagden en uiteindelijk pas als vijfde en zesde finishten in tijden die ruim boven de 2:35 lagen.

## Uitslagen
| rang   | naam                | land | tijd    |
| ------ | ------------------- | ---- | ------- |
| Goud   | Rita Marchisio      | ITA  | 2:32.55 |
| Zilver | Carla Beurskens     | NED  | 2:34.14 |
| Brons  | Christa Vahlensieck | GER  | 2:34.42 |
| 4      | Laura Dewald        | USA  | 2:34.59 |
| 5      | Joyce Smith         | ENG  | 2:35.34 |
| 6      | Ingrid Kristiansen  | NOR  | 2:36.33 |
| 7      | Monika Lövenich     | GER  | 2:38.20 |
| 8      | Sarah Quinn         | USA  | 2:39.40 |
| 9      | Vreni Forster       | SUI  | 2:40.05 |
| 10     | Chantal Langlacé    | FRA  | 2:40.53 |
| 11     | Nanae Sasaki        | JPN  | 2:42.09 |
| 12     | Maria Rebelo        | FRA  | 2:45.16 |
| 13     | Robyn Hames         | NZL  | 2:46.22 |
| 14     | Eun-Joo Im          | KOR  | 2:47.00 |
| 15     | Ngaire Drake        | NZL  | 2:47.24 |
| 17     | Barbara Byrnes      | AUS  | 2:53.16 |
| 18     | Emily Dowling       | IRL  | 2:53.50 |
| 19     | Eriko Asai          | JPN  | 2:54.26 |

1982 ·
1983 ·
1984 ·
1985 ·
1986 ·
1987 ·
1988 ·
1989 ·
1990 ·
1991 ·
1992 ·
1993 ·
1994 ·
1995 ·
1996 ·
1997 ·
1998 ·
1999 ·
2000 ·
2001 ·
2002 ·
2003 ·
2004 ·
2005 ·
2006 ·
2007 ·
2008 ·
2009 ·
2010 ·
2011 · 
2012 ·
2013 ·
2014 ·
2015 ·
2016 ·
2017